# 麻見雅
麻見雅（日语：／、1月28日—）是日本漫畫家。在北海道長大。
麻見雅的出道作品（處女作）是在小學館的《少女漫畫》1999年8月號增刊刊載的「AQUA LOVERS」。
麻見雅主要是在《少女漫畫》執筆，在2009年同時也在小學館的雜誌《Petit comic》和網站Mobile Flower開始刊載作品。

## 出版作品
- 野獸派少年少女
- 愛情花瓣雨
- 情愛關係
- 純愛觸感
- 冰吻奇緣
- 熱視線
- 偶像天堂
- 午夜的寶石怪盜
- 午夜的寶石怪盜Ⅱ
- 午夜的寶石怪盜Ⅲ
- 大神家的少年狼
- 熱情萌達令
- 永遠的寶石怪盜
- 人家就是喜歡嘛
- 少女玩偶
- 續‧少女玩偶
- 少女玩偶SWEET
- 愛從KISS開始
- 就要融化了，學長
- 愛玩教師
- 追求快感的肌膚
- 快感娃娃
- 惡魔偶像(1、2集)

### 合輯作品
- LOVE&SEX

## 腳註
1. 1 2 3  Sho-Comi漫画家情報 （页面存档备份，存于）（2011年7月5日閲覧）

## 外部連結
- Sho-Comi漫画情報（日語）
- 麻見さんの雅なる生活 （页面存档备份，存于） - 官方網站（日語）
- 麻見雅 （页面存档备份，存于）（日語）